# Wim Passtoors
Willem Hubertus Joseph (Wim) Passtoors (Eindhoven, 19 maart 1944) is een Nederlands politicus en was van 1995 tot 2002 Tweede Kamerlid voor de VVD.
Passtoors is een juridisch geschoolde wiskundeleraar en rector, die in 1995 tussentijds voor de VVD in de Tweede Kamer kwam en bijna zeven jaar lid bleef. Hij had als Kamerlid een rijkgeschakeerde portefeuille. Passtoor voerde onder meer het woord bij de behandeling van de Flora- en faunawet en was verder woordvoerder gehandicaptenbeleid van zijn fractie. Hij sprak ook enkele malen bij de behandeling van de begrotingen van landbouw en onderwijs.
De Belgisch-Zuid-Afrikaanse activiste Hélène Passtoors is Wim Passtoors zus.
- Parlement.com: vg09llm42gy4